# Topkapı-Palast

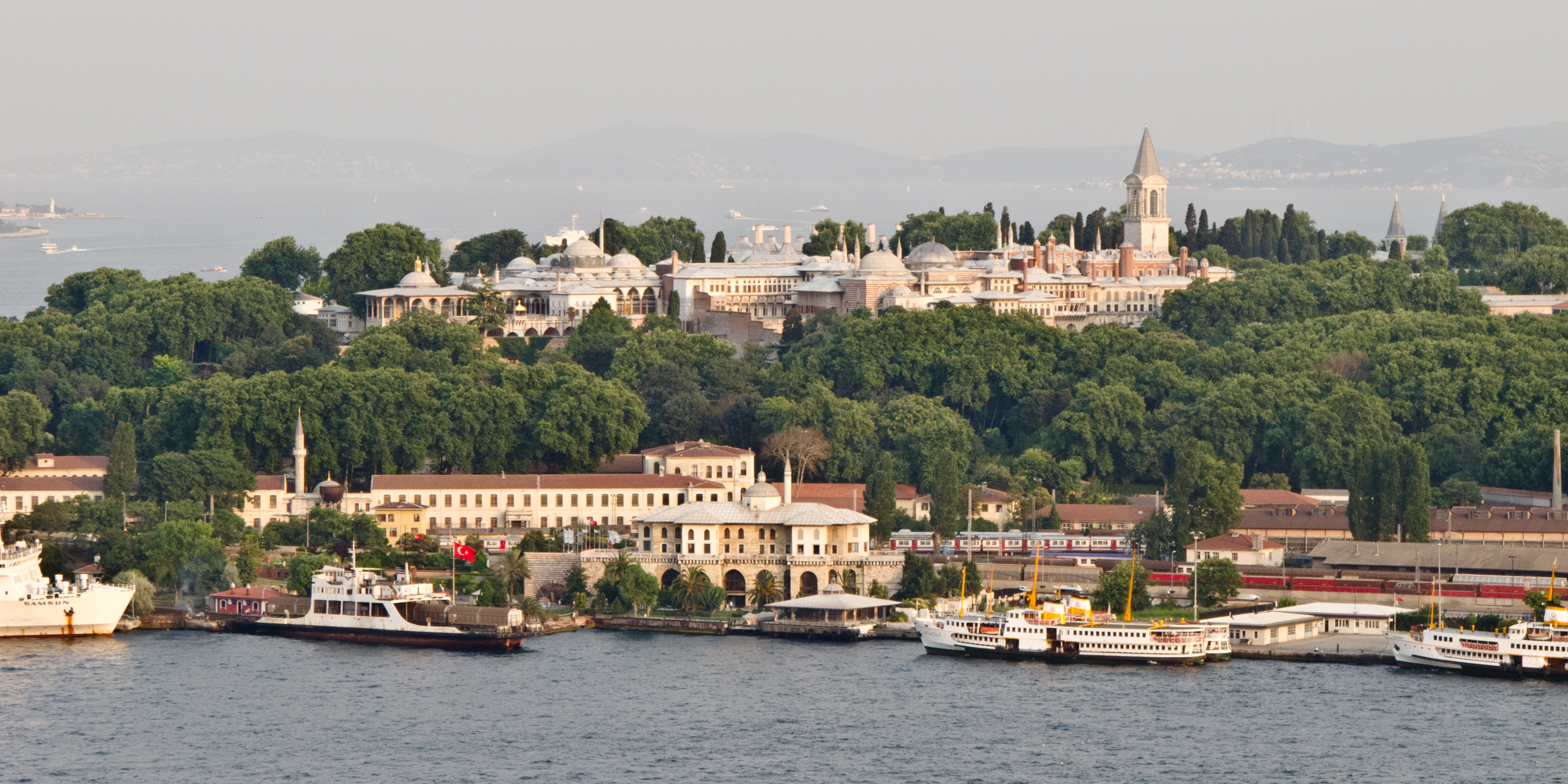
Ansicht des Palastes vom Goldenen Horn aus

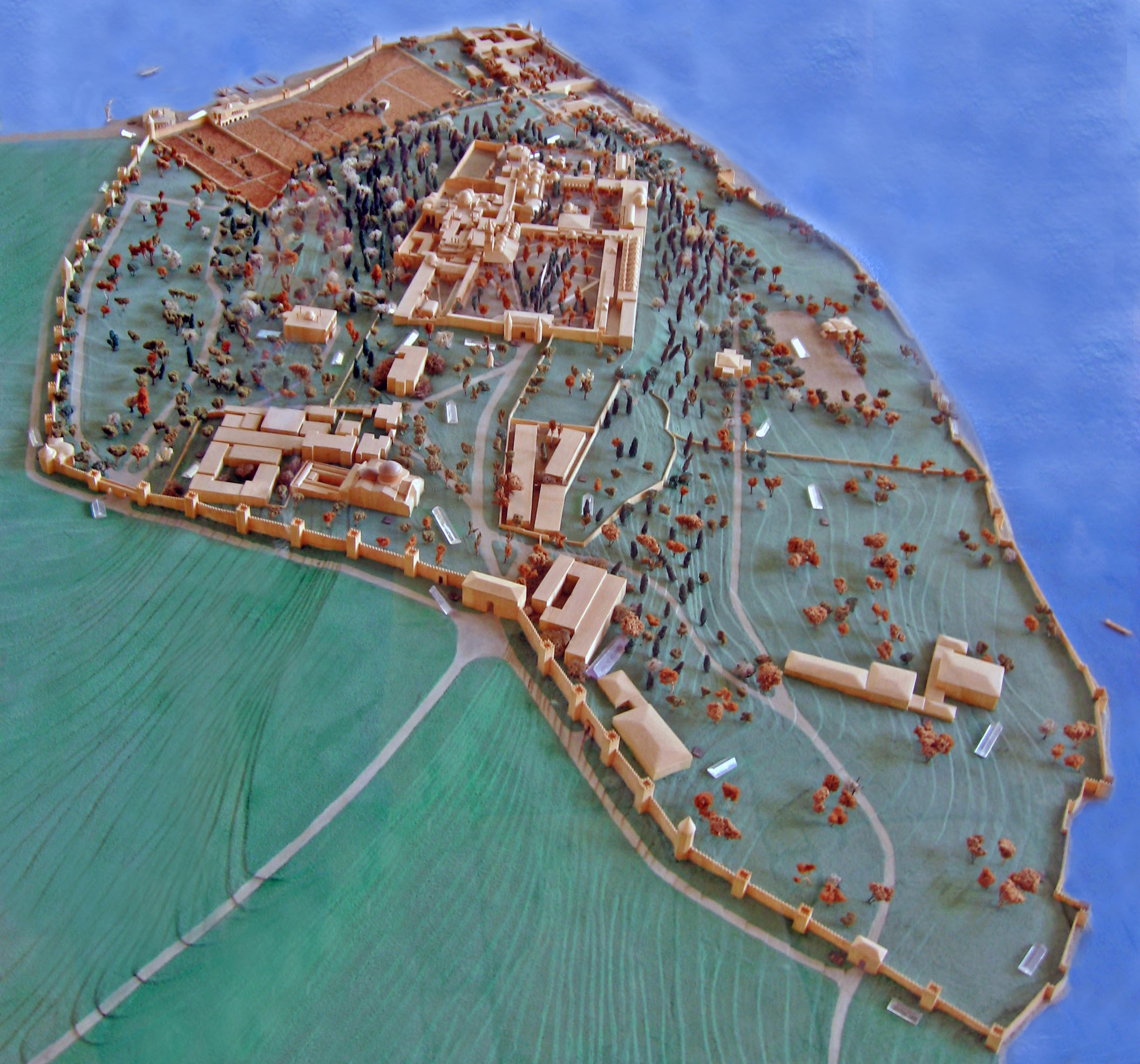
Modell der Gesamtanlage im 17. und 18. Jh.

Plan des Palastes (Höfe 2 bis 4 von links nach rechts)

Der Topkapı-Palast (osmanisch طوپقپو سرايى Topkapı Sarayı, deutsch ‚Kanonentor-Palast‘) in Istanbul, im Deutschen auch Topkapi-Palast oder Topkapi-Serail, war jahrhundertelang der Wohn- und Regierungssitz der Sultane sowie das Verwaltungszentrum des Osmanischen Reiches.
Mit dem Bau wurde bald nach der Eroberung Konstantinopels (1453) durch Sultan Mehmed II. begonnen. Zunächst ließ er einen Palast auf dem heutigen Beyazıtplatz (Beyazıt Meydanı) errichten. Wenig später entschied er sich dann aber für ein zweites Projekt an anderer Stelle. Seit 1459 wurde auf der heute Sarayburnu genannten Landspitze zwischen Goldenem Horn und Marmarameer ein neuer, zunächst aus zwei Höfen (heute 2. und 3. Hof) bestehender Palast errichtet, der 1468 vollendet war. Dabei wurden Teile des byzantinischen Mangana-Palastes überbaut. 1478 wurde eine Wehrmauer im Abstand um den Palast fertiggestellt, die u. a. den Raum für den heutigen ersten Hof bildete. Damit war die Grundstruktur des Palastes bereits im 15. Jahrhundert in den wesentlichen Zügen festgelegt. Der Bau ist somit auch nach den späteren Umgestaltungen eines der bedeutendsten Architekturzeugnisse der Renaissanceepoche in Europa.
Ihr heutiges Aussehen erhielt die Anlage durch umfangreiche Renovierungen und Erweiterungen bis zum Anfang des 18. Jahrhunderts. Die letzte große Ergänzung war der Große Pavillon (Mecidiye Köşkü), der 1840 vom armenischen Architekten Sarkis Balyan errichtet wurde. Seit Mehmed II. residierten alle osmanischen Herrscher im Topkapı-Palast, bis Sultan Abdülmecid I. im Jahre 1856 das neue Dolmabahçe Sarayı auf der anderen Seite des Goldenen Horns am Ufer des Bosporus bezog. Beide Paläste sind heute Museen.
Der Palast besteht nicht aus einem einzelnen, sondern getreu der türkischen Tradition aus mehreren Gebäuden in einem großen Garten. Mit einer Fläche von über 69 Hektar und bis zu 5000 Bewohnern war der Palast eine eigene Stadt. Man nannte ihn anfangs Saray-ı Cedîd-i Âmire / سرای جديد عامره oder Yeni Saray / يکی سرای / ‚Neuer Palast‘, bevor sich im 18. Jahrhundert der Name Topkapı Sarayı (Kanonentor-Palast) durchsetzte, nach einem heute nicht mehr existenten Tor in der Nähe. Die Mauern und Palastgebäude bilden vier Höfe mit Gartenanlagen, die durch Tore miteinander verbunden sind. Die Einrichtung der Räume des Palastes zeugt vom unermesslichen Reichtum der osmanischen Herrscher. Nur edelstes Baumaterial wie Marmor und Tropenhölzer, kostbarste Teppiche und teuerstes Mobiliar wurden verwendet; zudem wurde tonnenweise Gold zur Ausschmückung und Verzierung verarbeitet.
Mit seiner Lage auf einer Landspitze bietet der Palast eine beispiellose Panoramasicht auf Istanbul, den Bosporus und das Goldene Horn.

## Übersicht

### Erster Hof
Den Haupteingang zum Palastgelände bildet das Bâb-ı Hümâyûn / باب همايون / ‚großherrliches Tor‘. Über dem Torbogen ist eine kalligraphische Inschrift Ali bin Yahya Sofîs angebracht, die das Jahr 883 d. H. nennt (1478 n. Chr.), und somit zu Zeiten der Herrschaft Mehmed II. entstand. Links hinter dem Tor liegt Konstantinopels älteste Kirche, die Hagia Irene, die zur osmanischen Zeit als Waffenlager genutzt wurde und heute ein Museum und Veranstaltungsraum ist. Im ersten Hof waren vorwiegend Räumlichkeiten für Dienstleistungen untergebracht. Auf dem parkähnlichen Platz wurden Paraden abgehalten. Der erste Hof wurde umgangssprachlich auch Hof der Janitscharen genannt. Links vom Eingangstor liegt die alte Münzprägeanstalt Darphane-i Amire. Das mit Zinnen bestückte Tor der Begrüßung Bab-üs Selam führt in den heute gebührenpflichtigen Teil des Serails. Nur dem Sultan war das Durchreiten mit dem Pferd erlaubt, alle anderen mussten absteigen und zu Fuß gehen. In den Wachtürmen rechts und links des Tors befanden sich in früheren Zeiten Warteräume für Gesandte aber auch Kerkerzellen, in denen Gefangene ihre letzten Stunden verbrachten. Hinrichtungen erfolgten unmittelbar vor dem Tor. Der kleine, unauffällige Brunnen zwischen den Ticketschaltern und Tor wird daher auch Henkersbrunnen (Cellat Cesmesi) genannt. Denn an eben diesen Brunnen wuschen sich die Henker nach getaner Arbeit das Blut ab. 

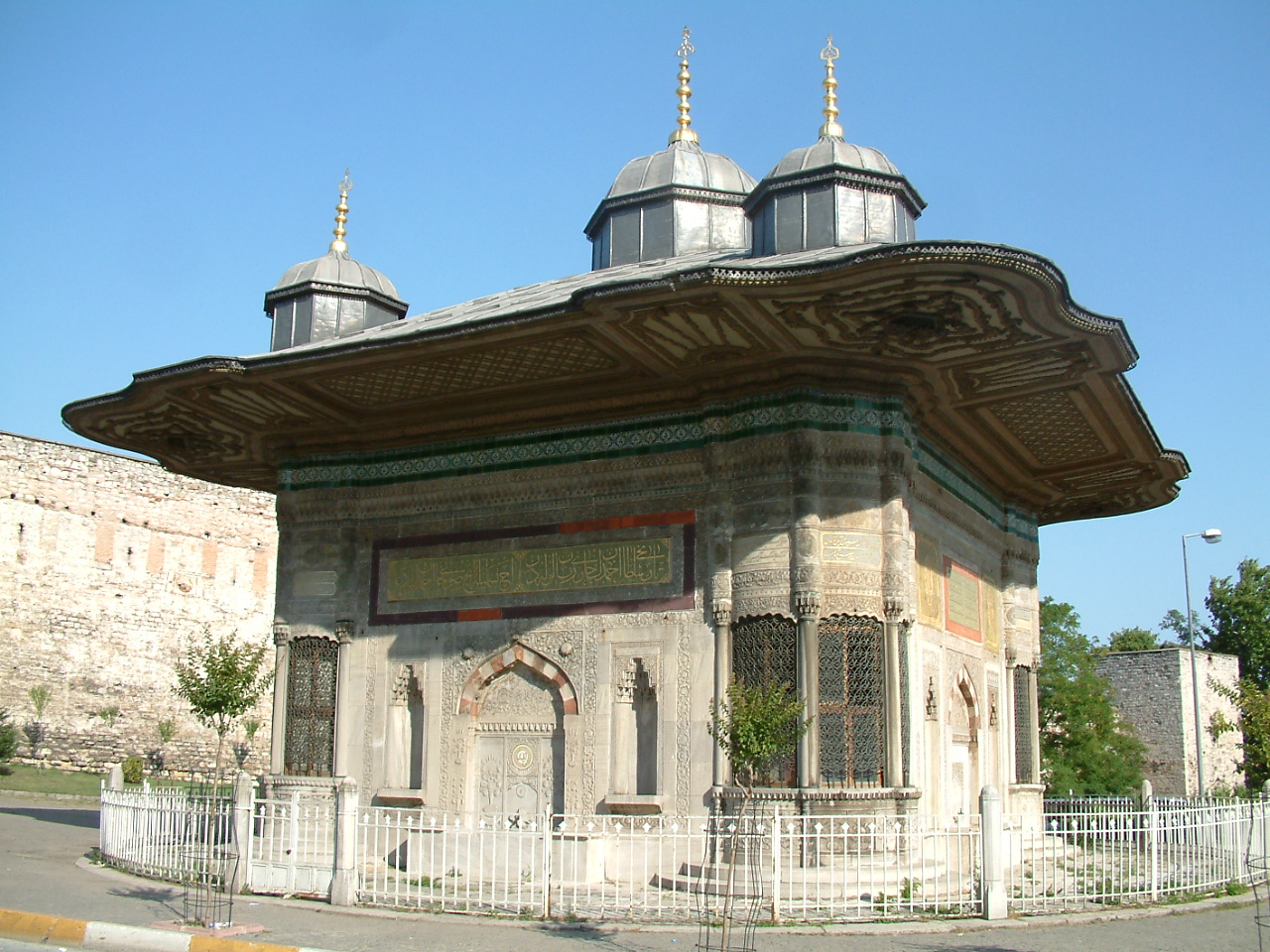
Der Brunnen Ahmeds III. (III. Ahmet Çeşmesi) vor dem Großherrlichen Tor
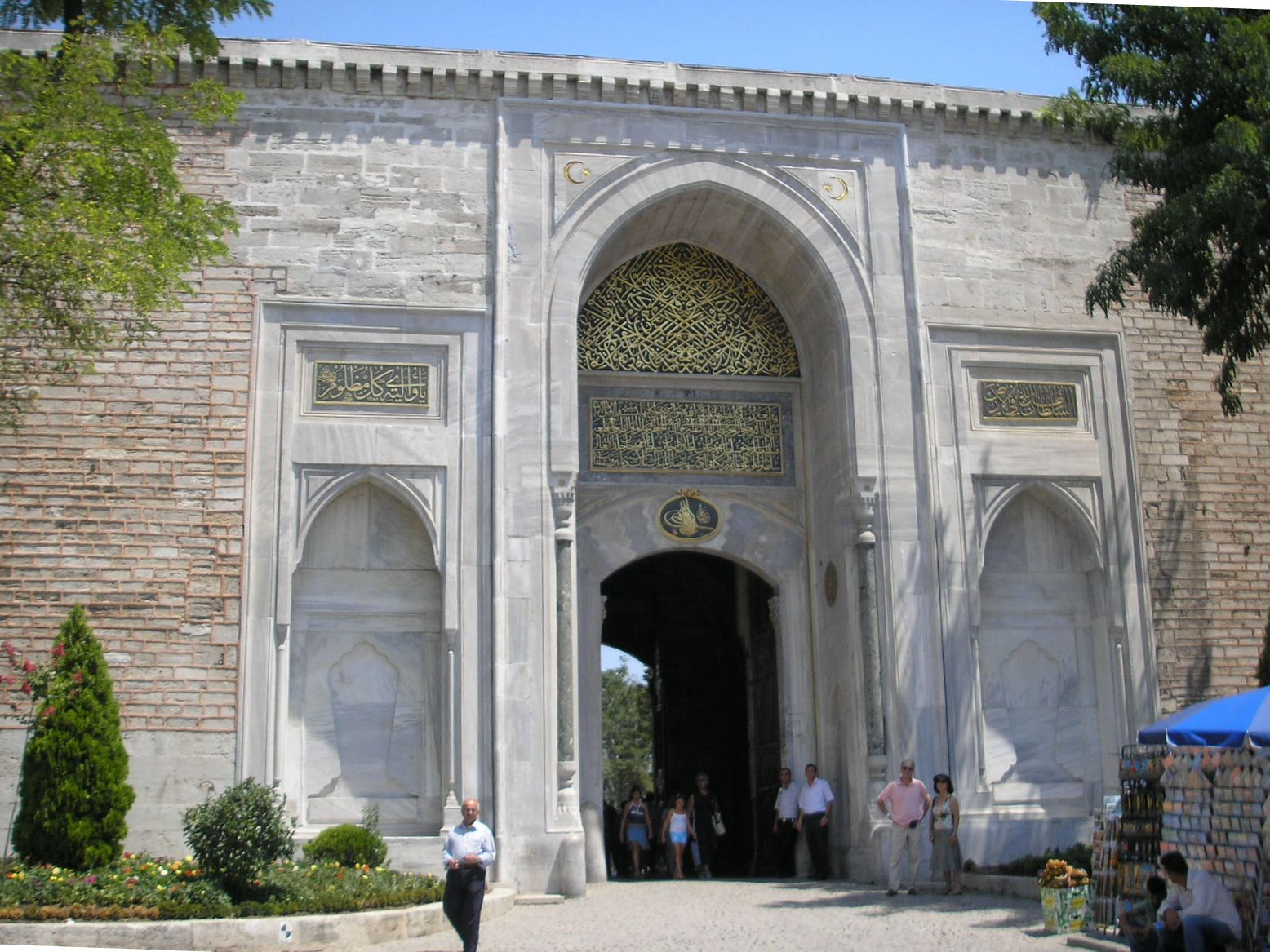
Das Großherrliche Tor
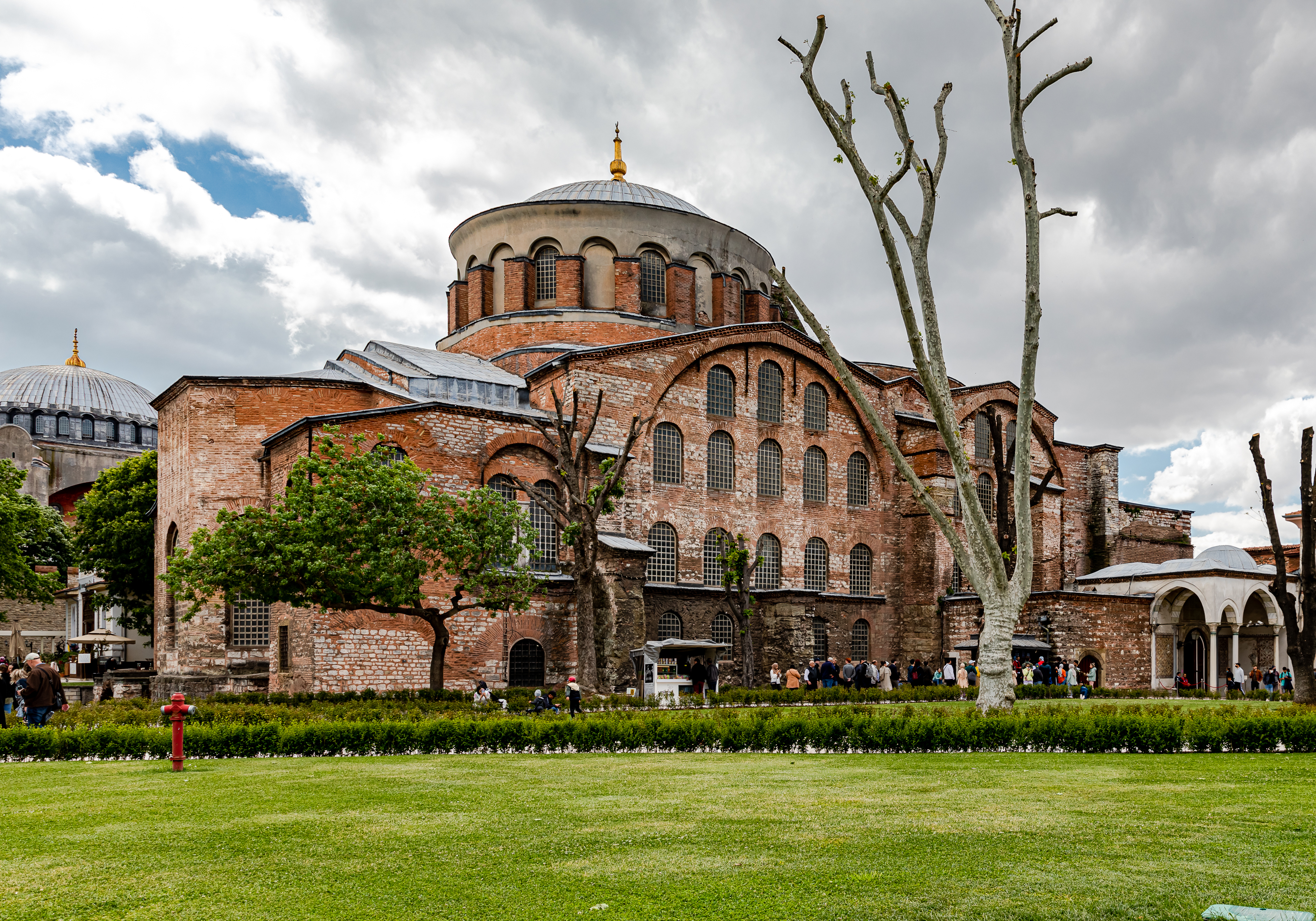
Hagia Irene

### Zweiter Hof
Durch das Begrüßungstor betritt man den zweiten Hof, der das politische Zentrum war und Staats- und Verwaltungsräume beherbergte. Auf der Ostseite war über die gesamte Länge die Palastküche untergebracht, die täglich bis zu 6000 Mahlzeiten herstellte. Des Weiteren befanden sich auch die Unterkünfte der Lanzenträger, die Leibgarde des Sultans, auf diesem Hof.

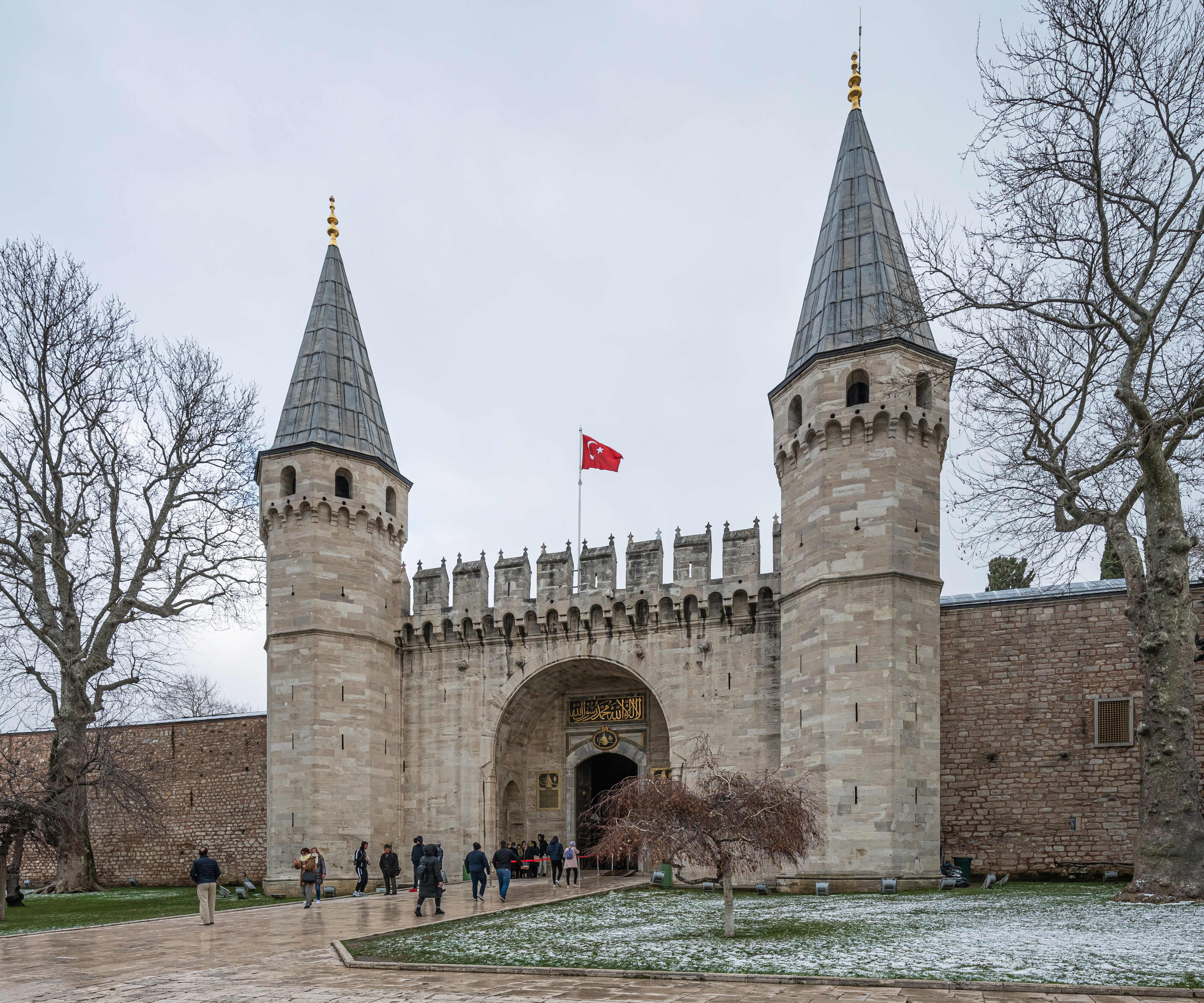
Begrüßungstor
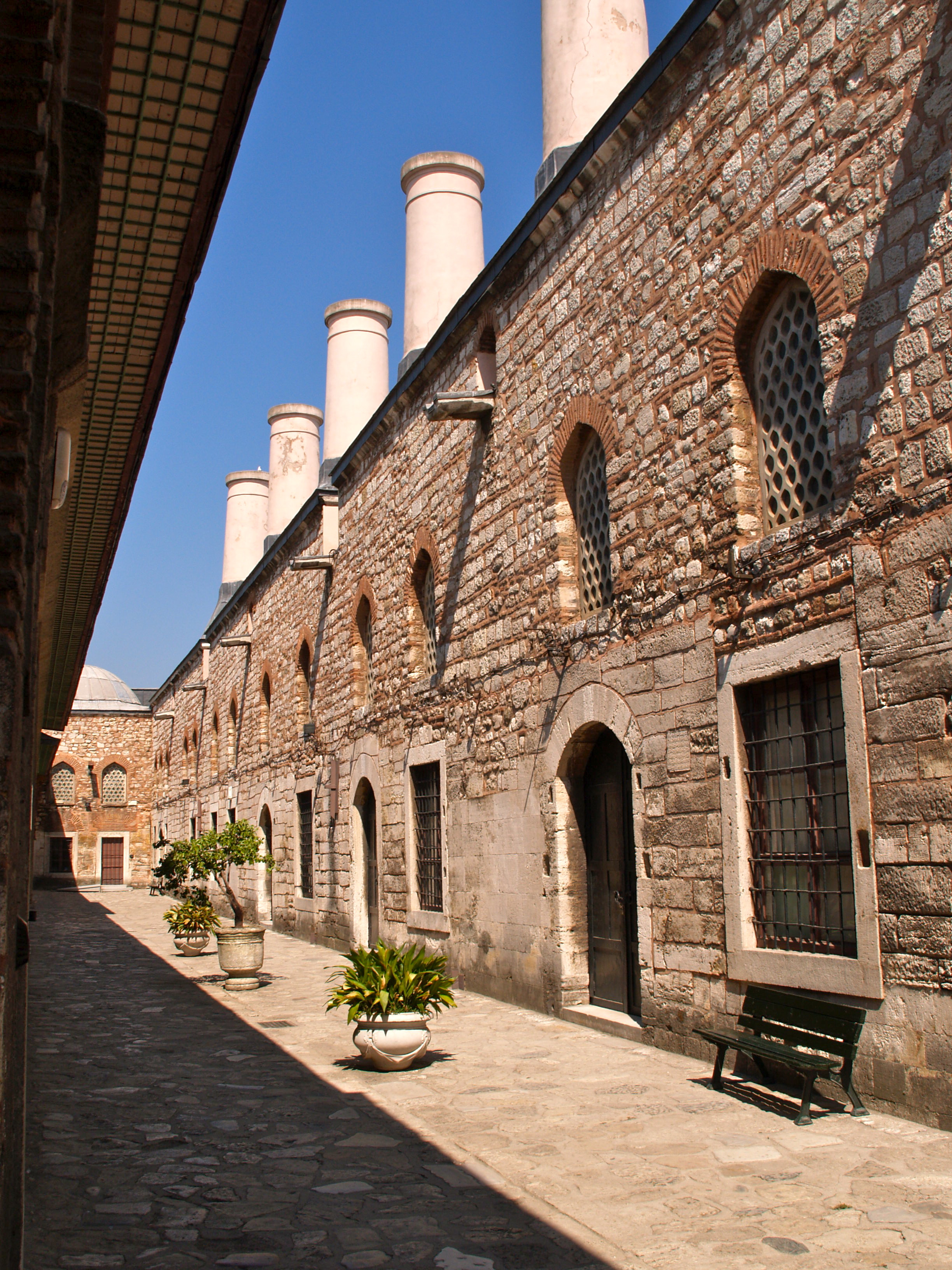
Palastküche
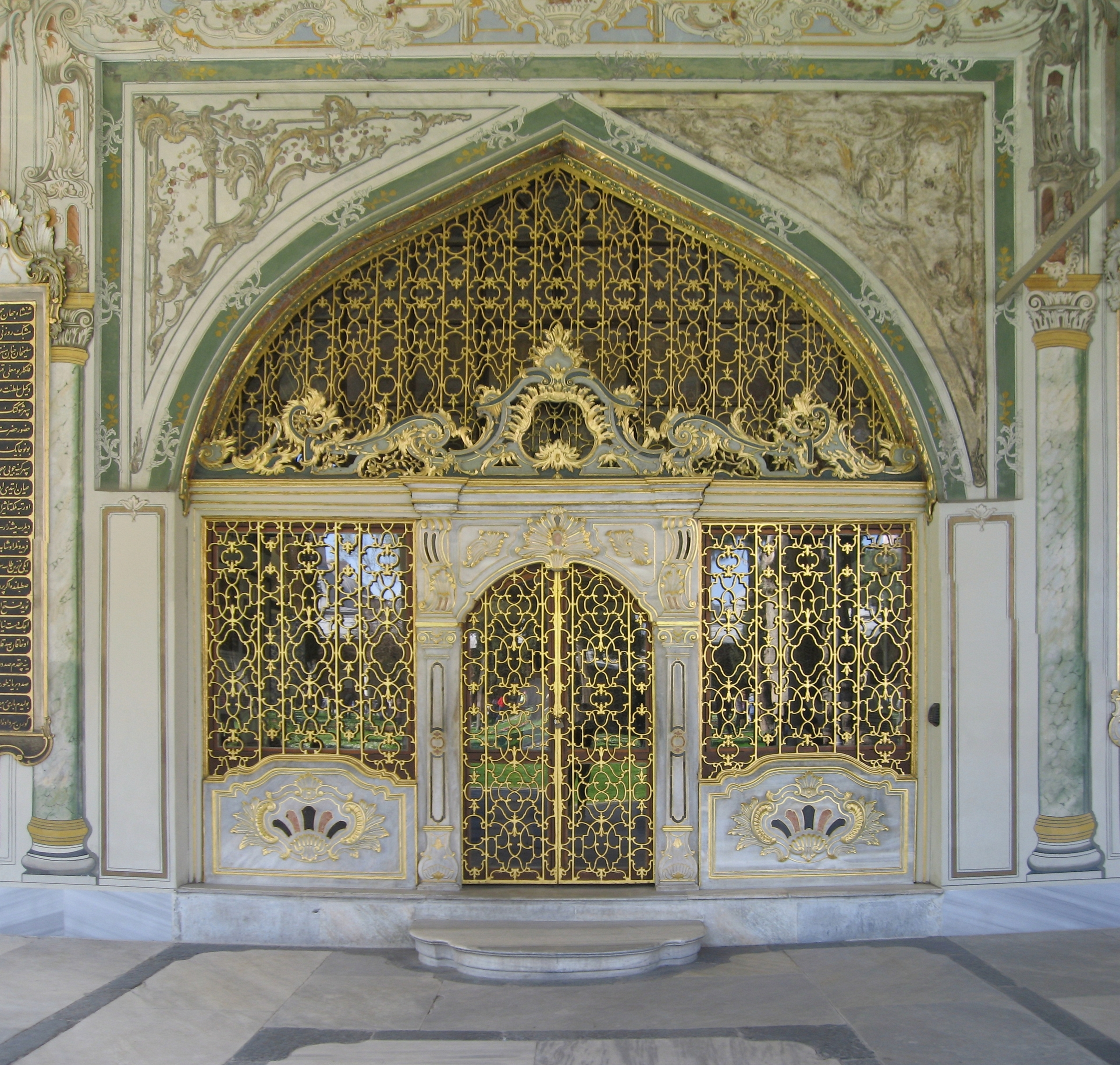
Eingang zum Kaiserlichen Rat

### Dritter Hof
In den dritten Hof gelangt man durch das Bâb-üs Saade / باب السعاده / ‚Tor der Glückseligkeit‘. Der Hof durfte nur nach ausdrücklicher Erlaubnis betreten werden. Hier befand sich der Thronsaal für Empfänge der höchsten Staatsbediensteten, der Wesire, und ausländischer Gäste. Beiderseits des Tores war die Palastschule Enderun, wo der Nachwuchs für die Staats- und Verwaltungsberufe ausgebildet wurde. Um Korruption zu verhindern, gab es für junge Männer, die aus dem Osmanischen Reich – teilweise auch als Sklaven – zur Ausbildung in die Palastschule aufgenommen wurden, drei unabdingbare Voraussetzungen: 1. Sie durften keine Türken sein. 2. Sie mussten Waisen sein. 3. Es durfte kein Verwandter im Palast arbeiten. Des Weiteren befand sich hier das Darüssaade, der Verbotene Ort Harem (aus dem Arabischen حرام / haram = verboten, tabu). Dort waren die Privatgemächer des Sultans und seiner Haremsdamen, bis zu 2000 Frauen, die unter der Leitung der Sultansmutter in ihren Räumen lebten. In einem abgetrennten Bereich des Harems befand sich der Kafes, das sogenannte „Prinzengefängnis“.

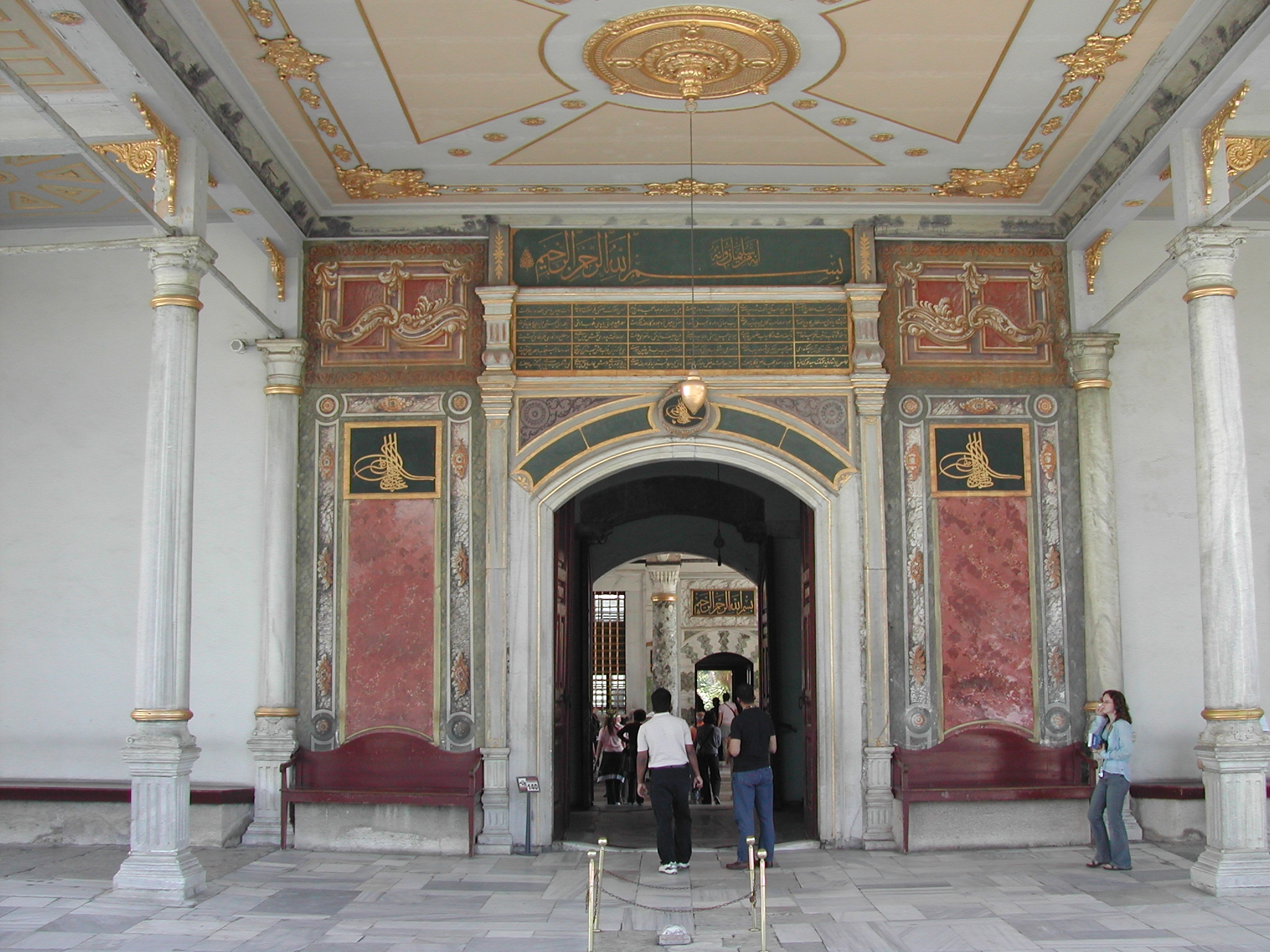
Tor der Glückseligkeit
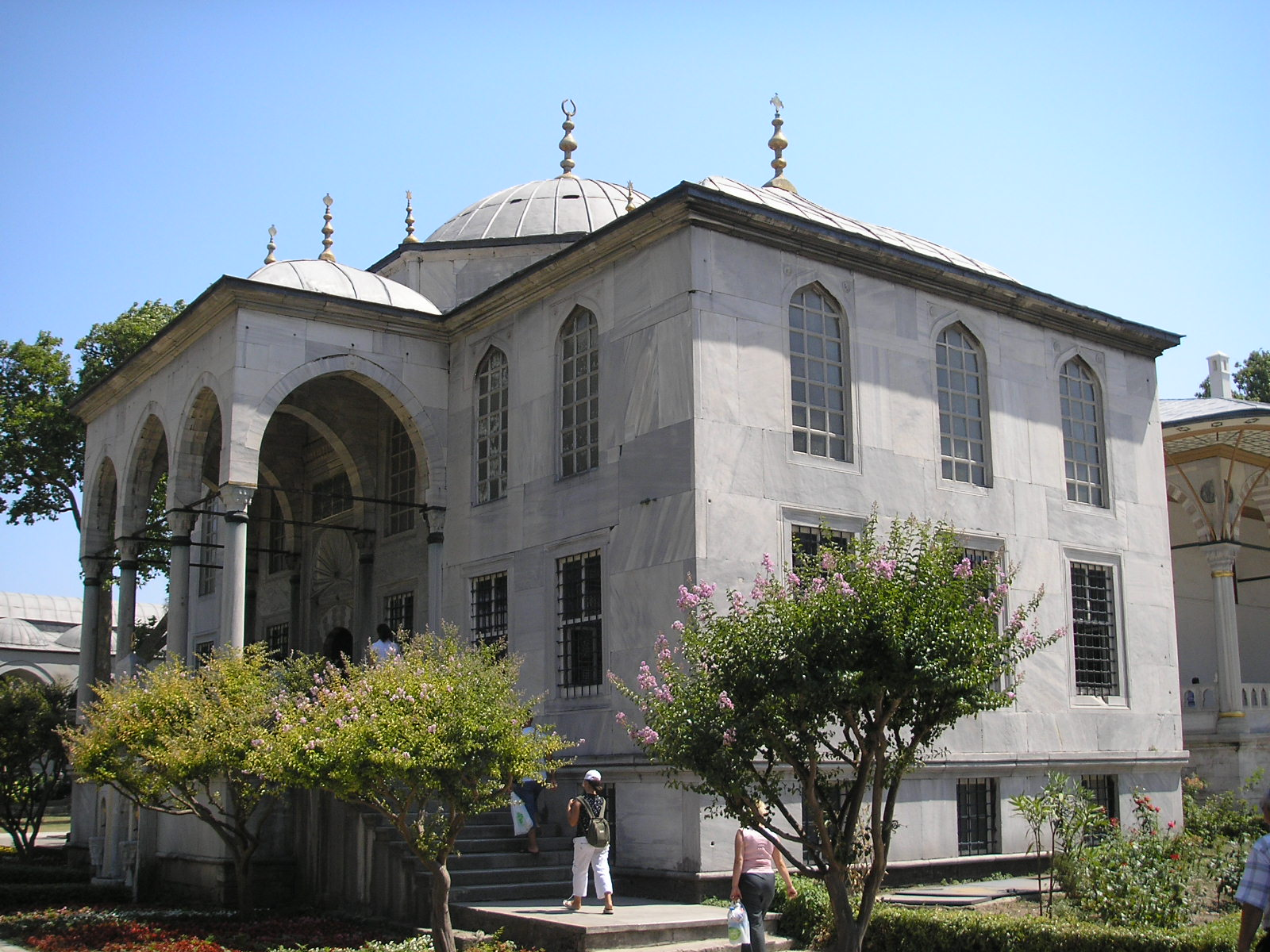
Die Bibliothek Ahmeds III.
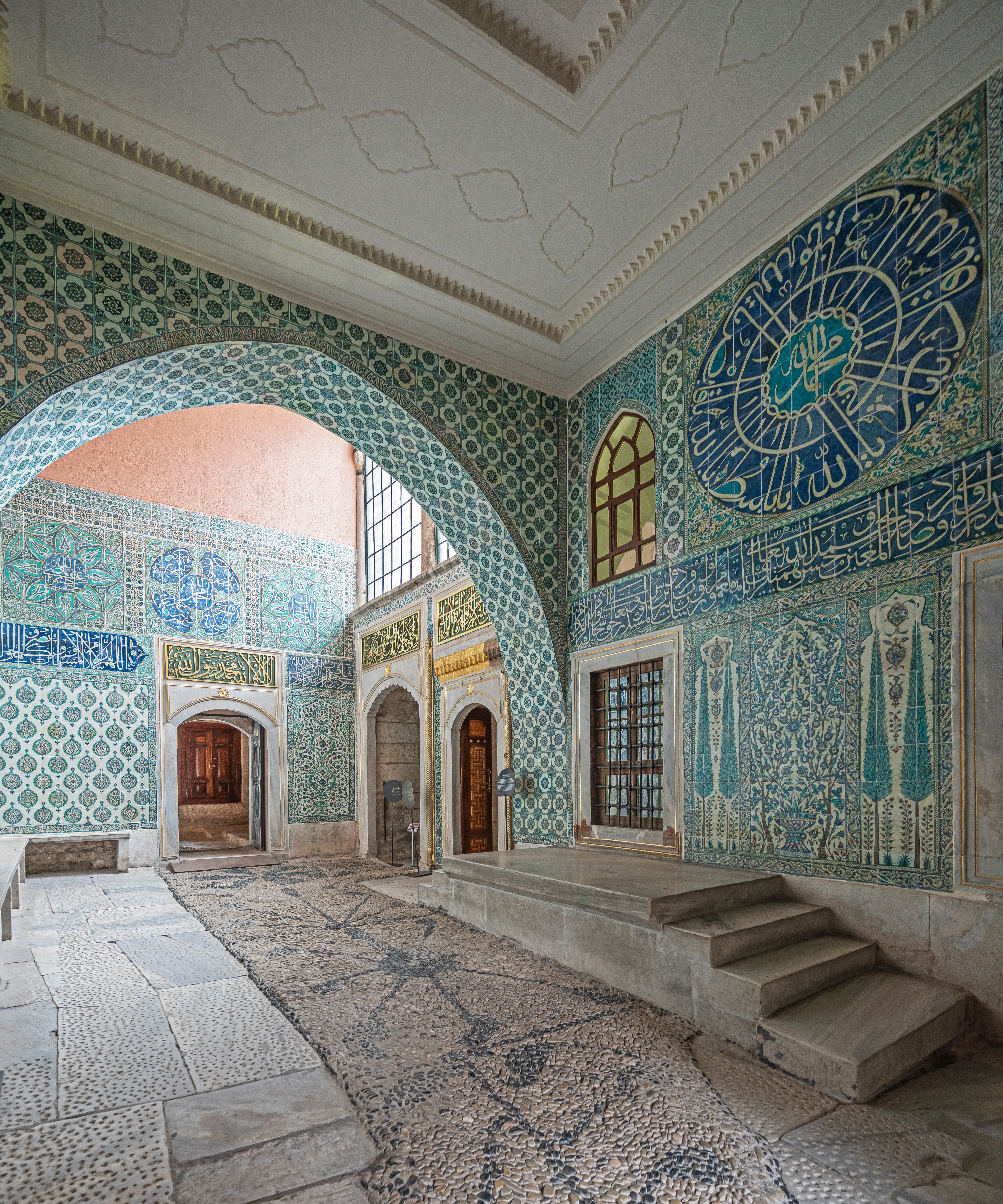
Saal mit Brunnen im Harem
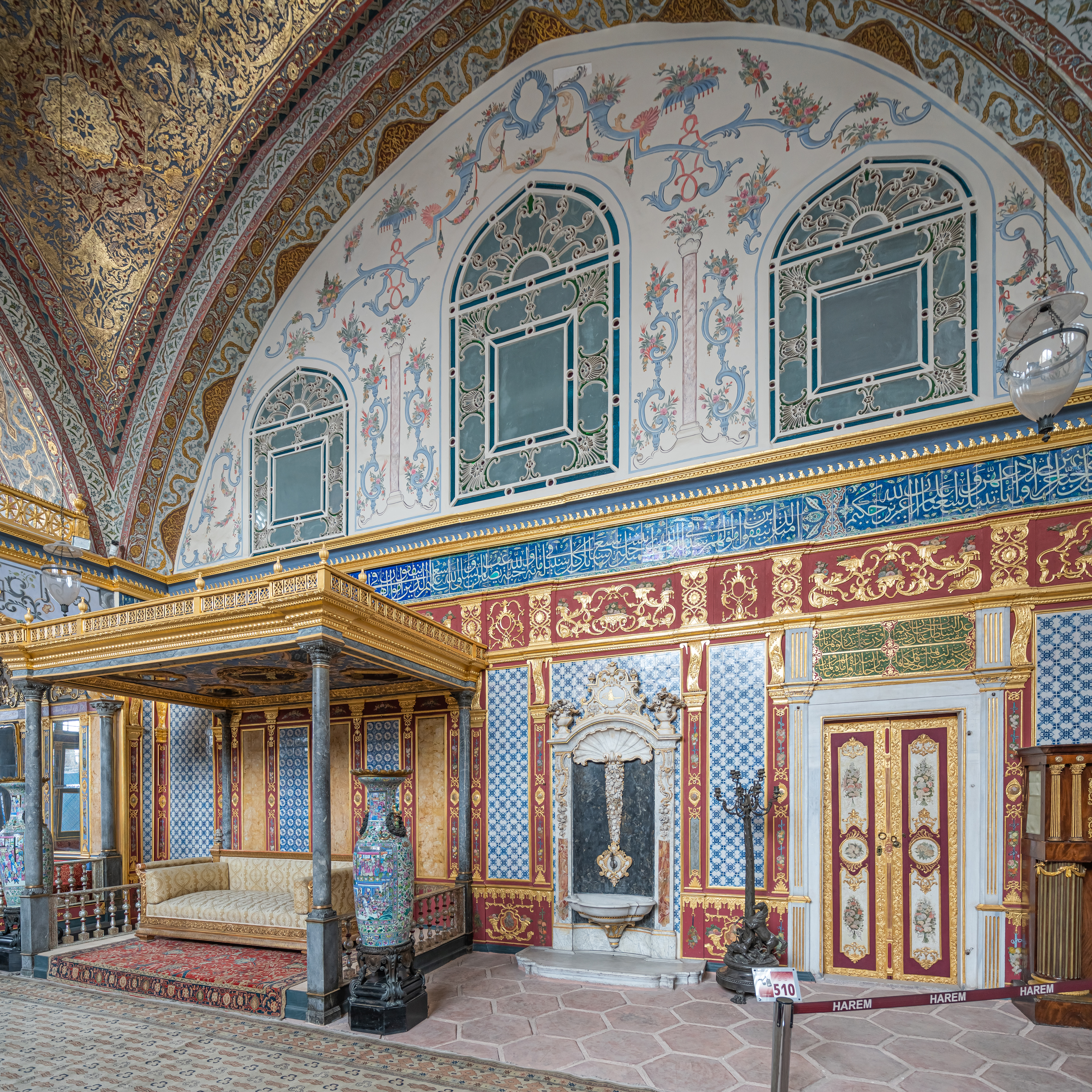
Kaisersaal im Harem
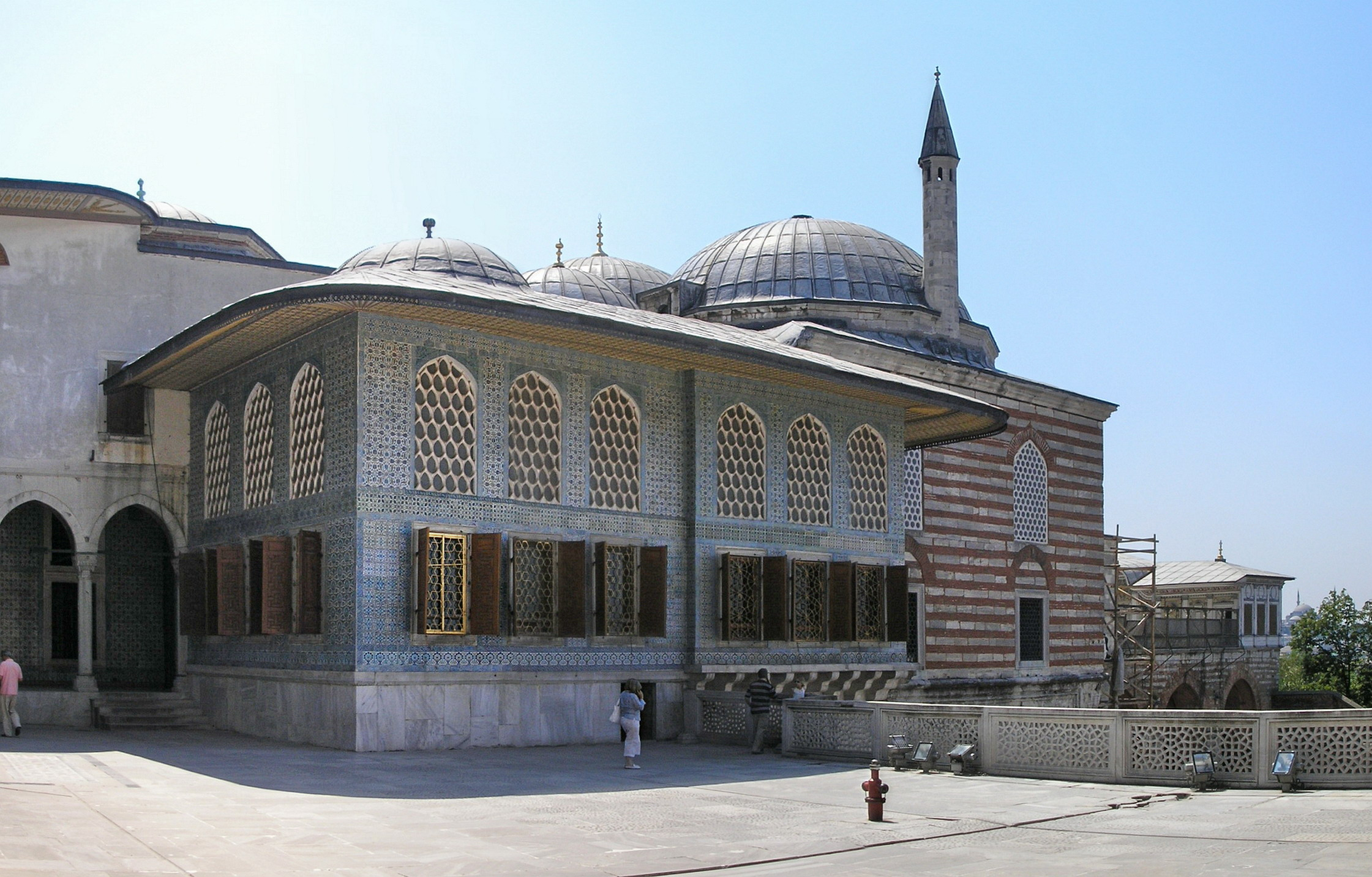
Fassade des Kafes
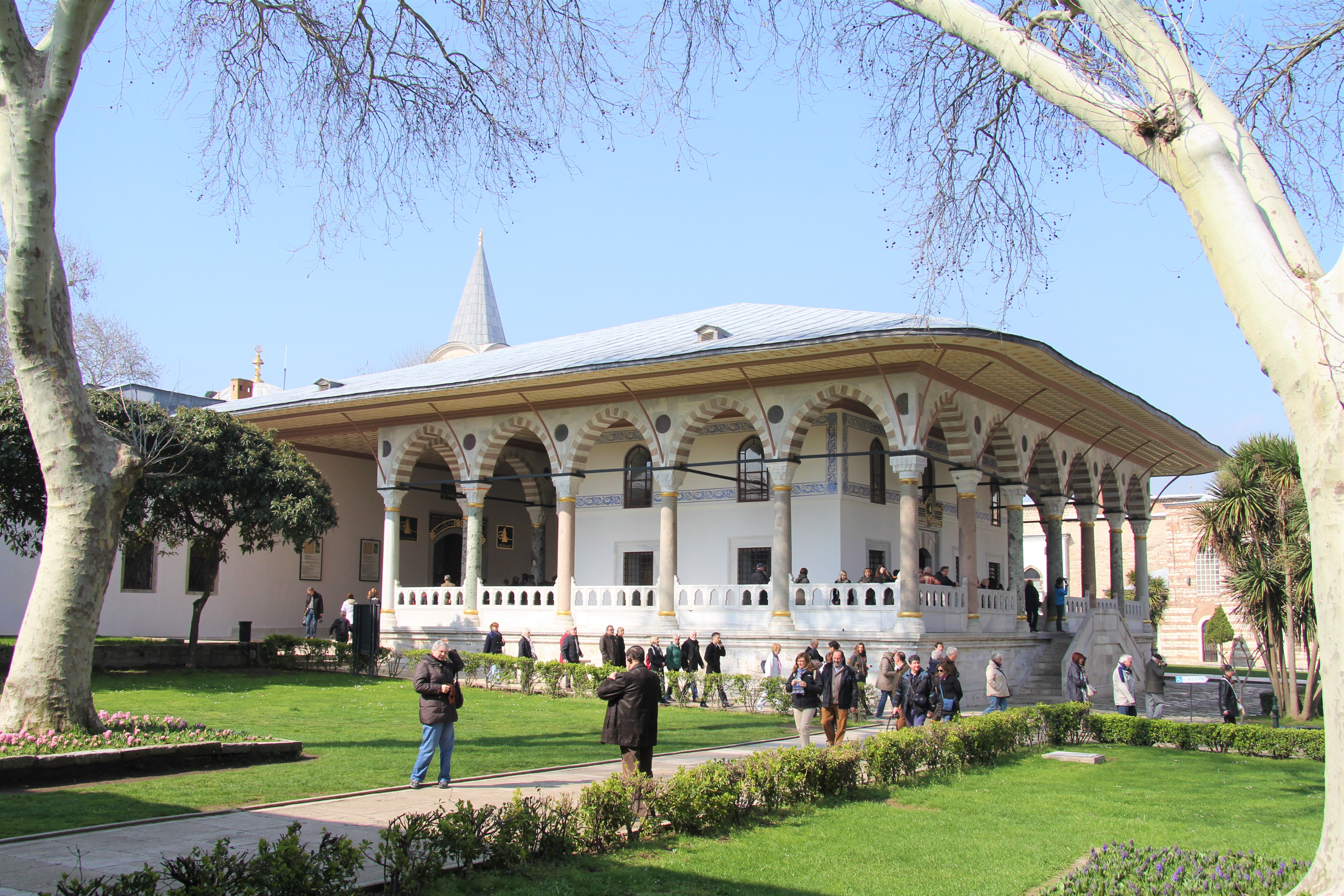
Audienzraum
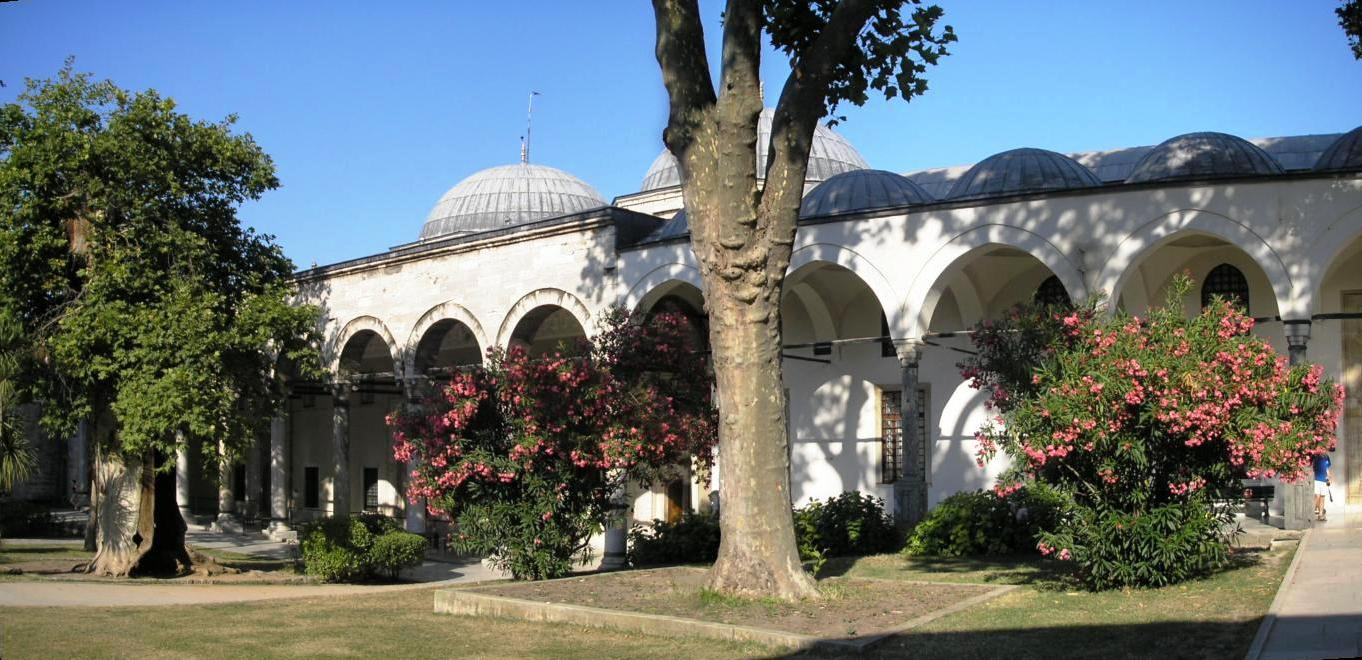
Schatzkammer
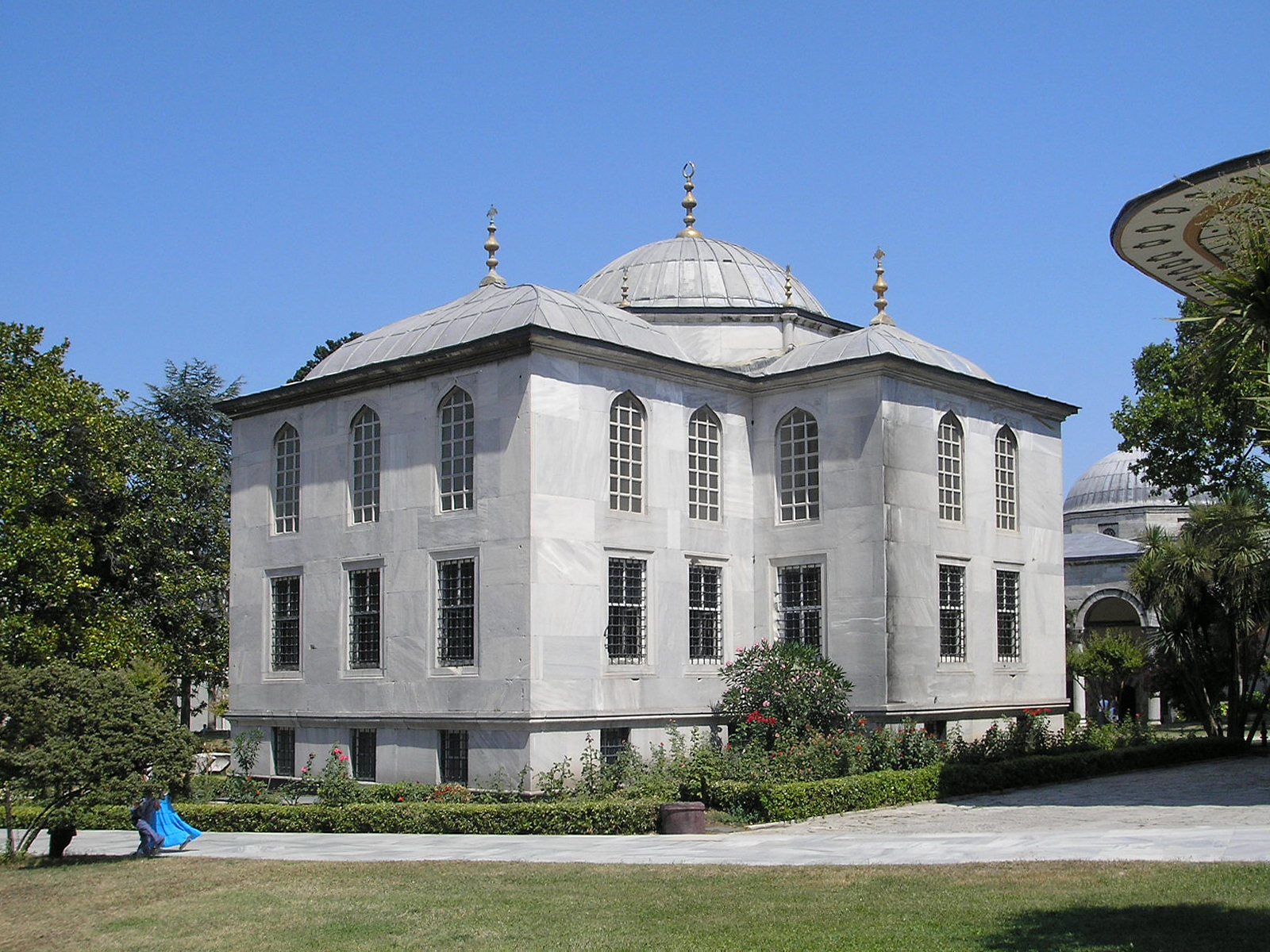
Bibliothek der Palastschule

### Vierter Hof
Im vierten Hof befanden sich weitere Parkanlagen und Gärten auf verschiedenen Terrassen, erhalten sind mehrere bedeutende Pavillons bzw. Kioske, u. a. der Baghdad Kiosk (Bağdad Köşkü), erbaut 1638 nach der Eroberung Bagdads durch Murad IV.

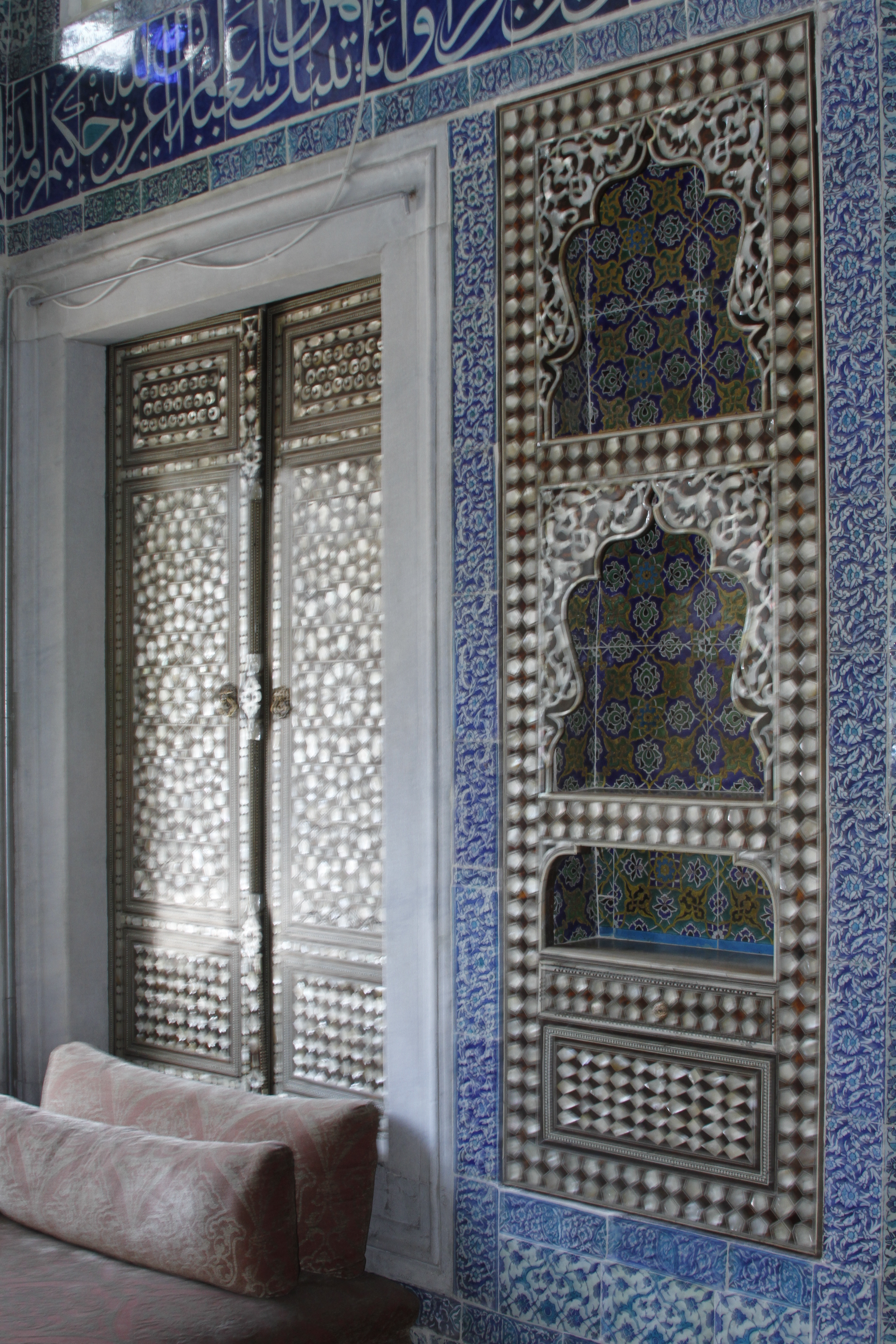
Perlmutt-Intarsien und Fliesen aus İznik-Keramik im Bagdad-Kiosk
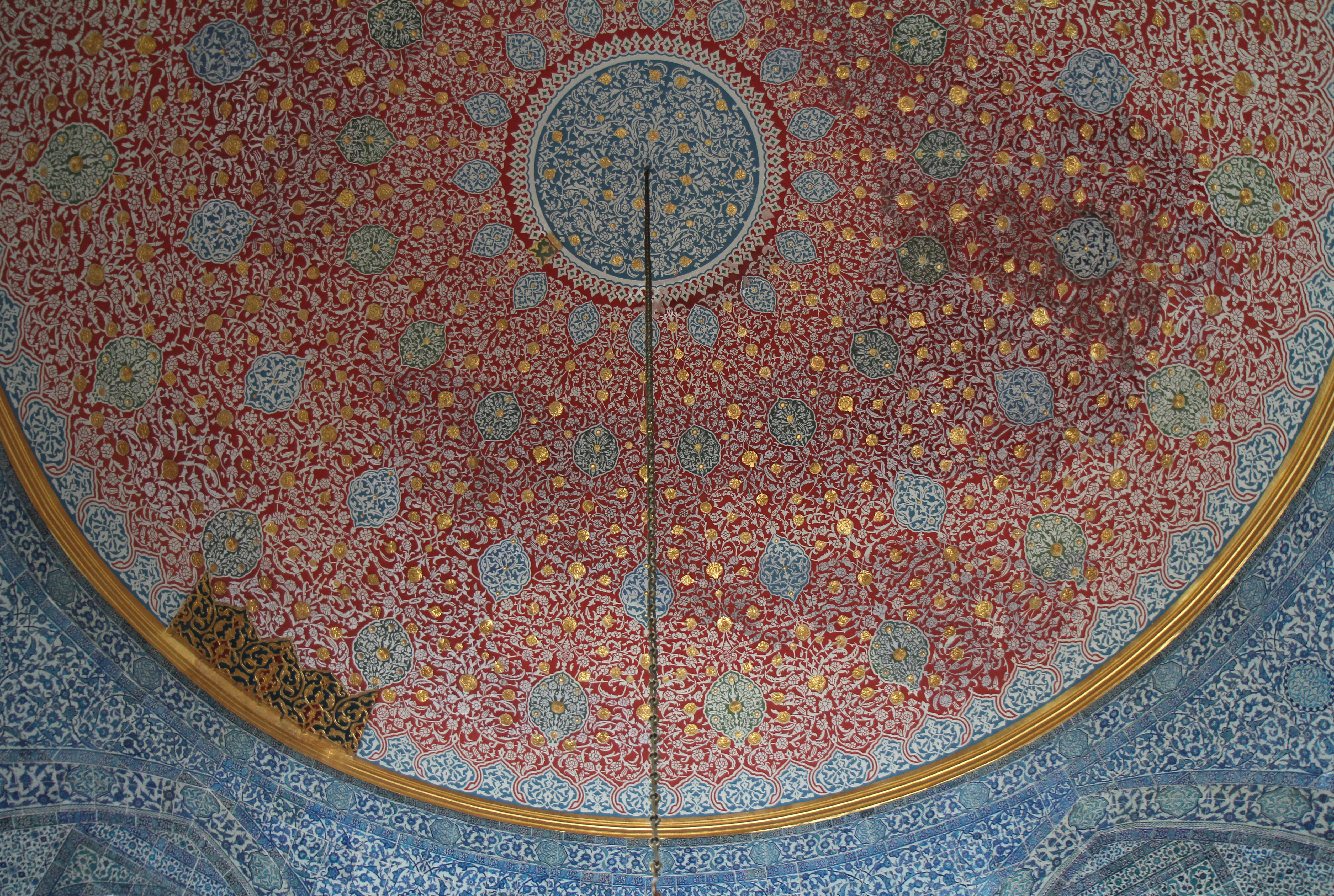
Kuppel des Bagdad-Kiosk
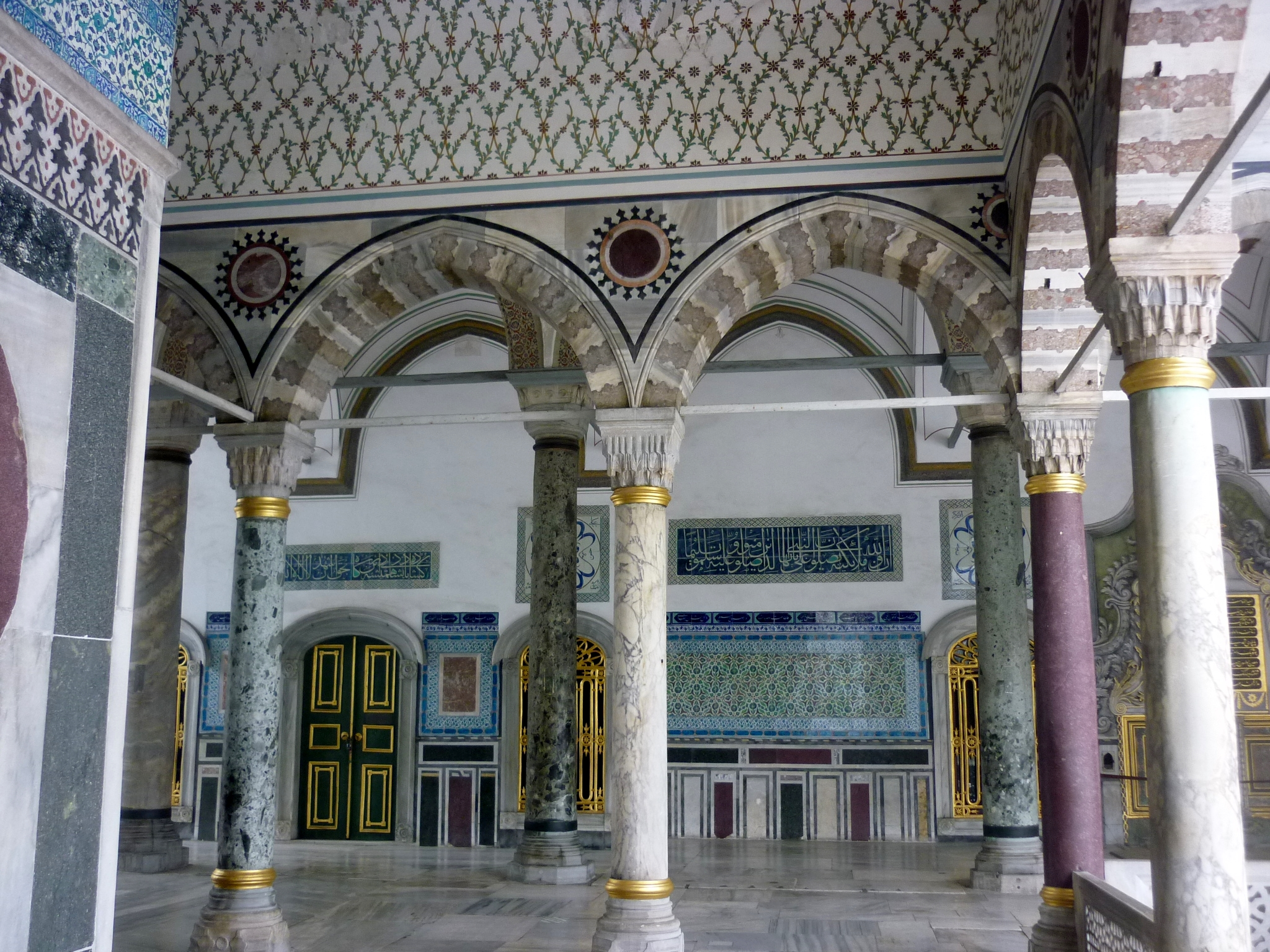
Säulen in einem Pavillon-Innenhof
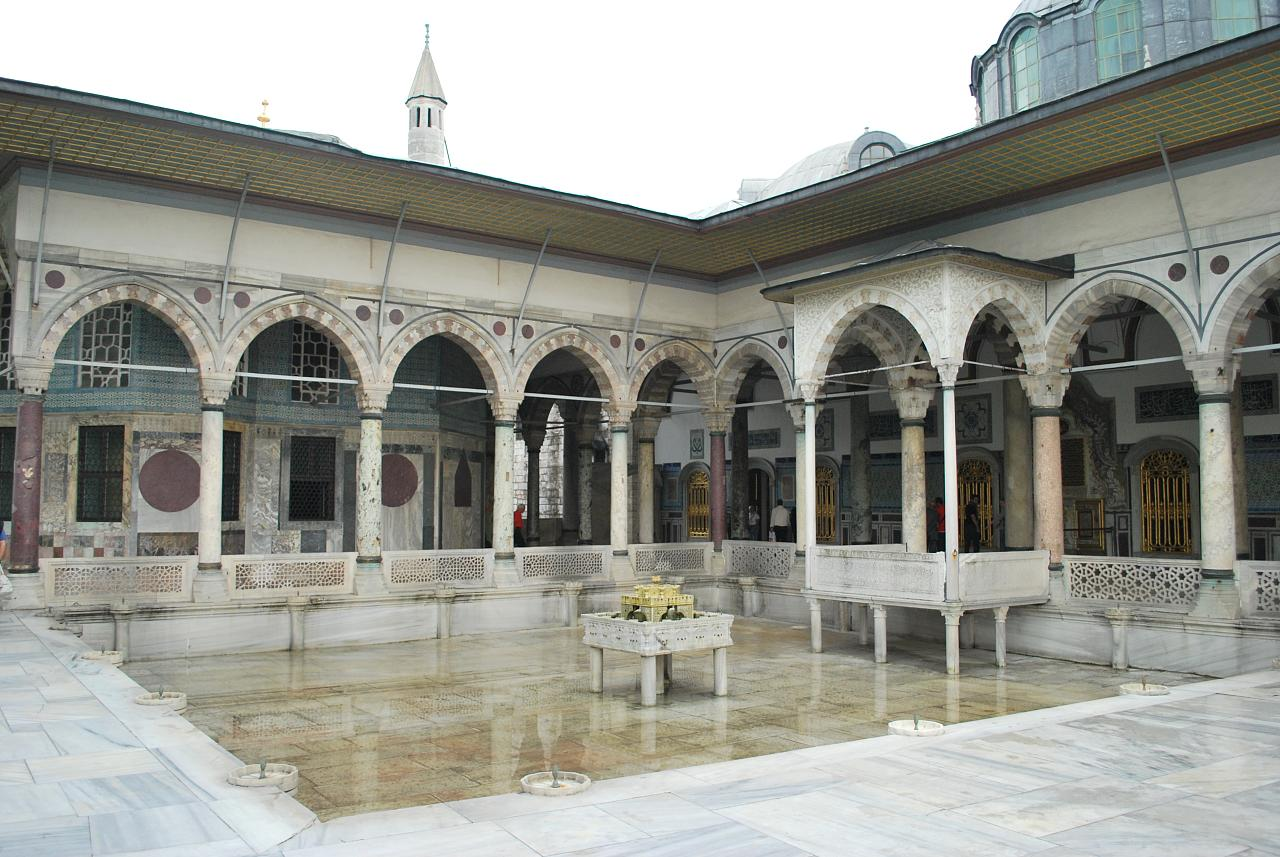
Marmorterrasse mit Wasserbecken
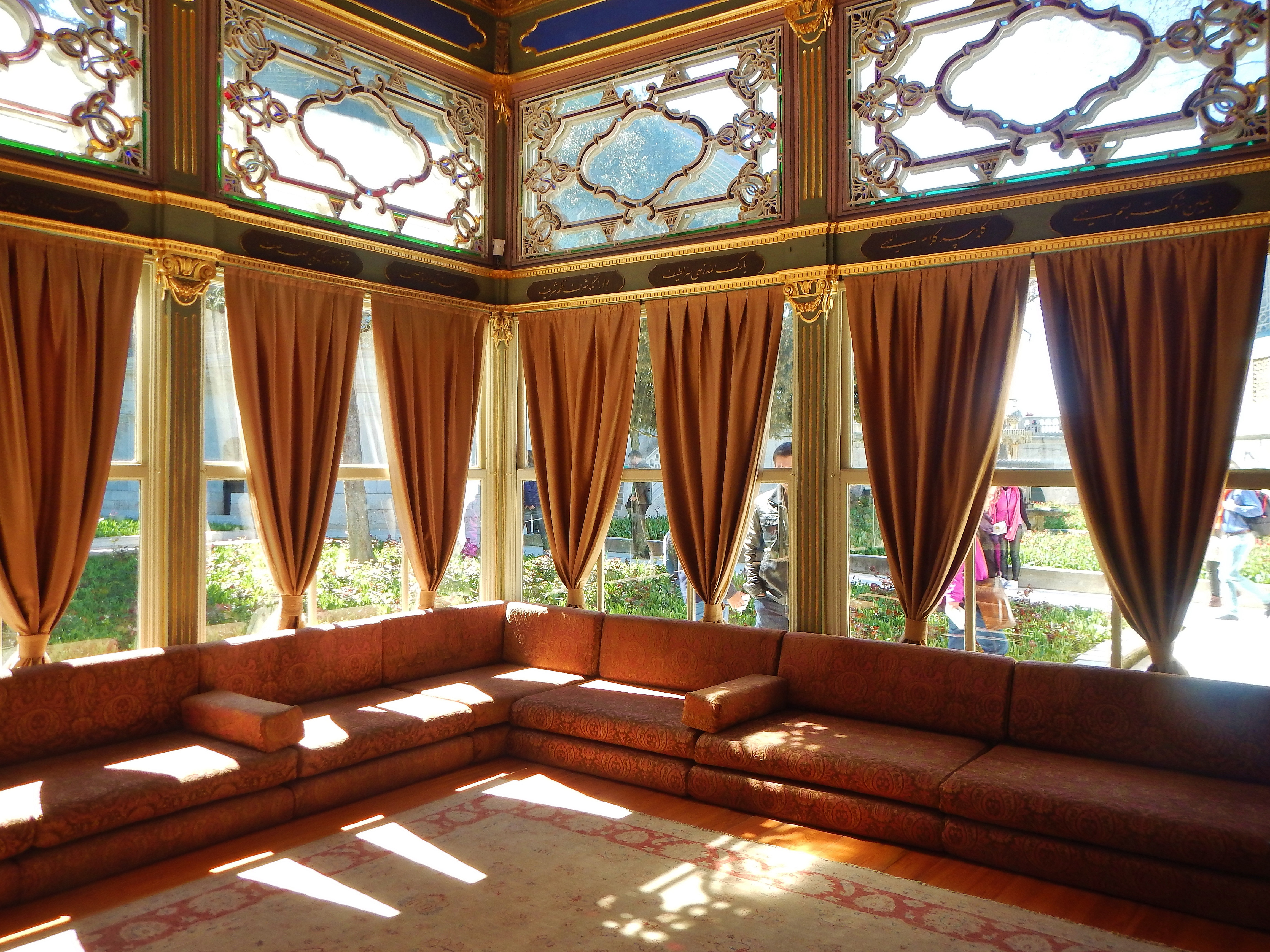
Innenraum des Terrassen-Pavillons
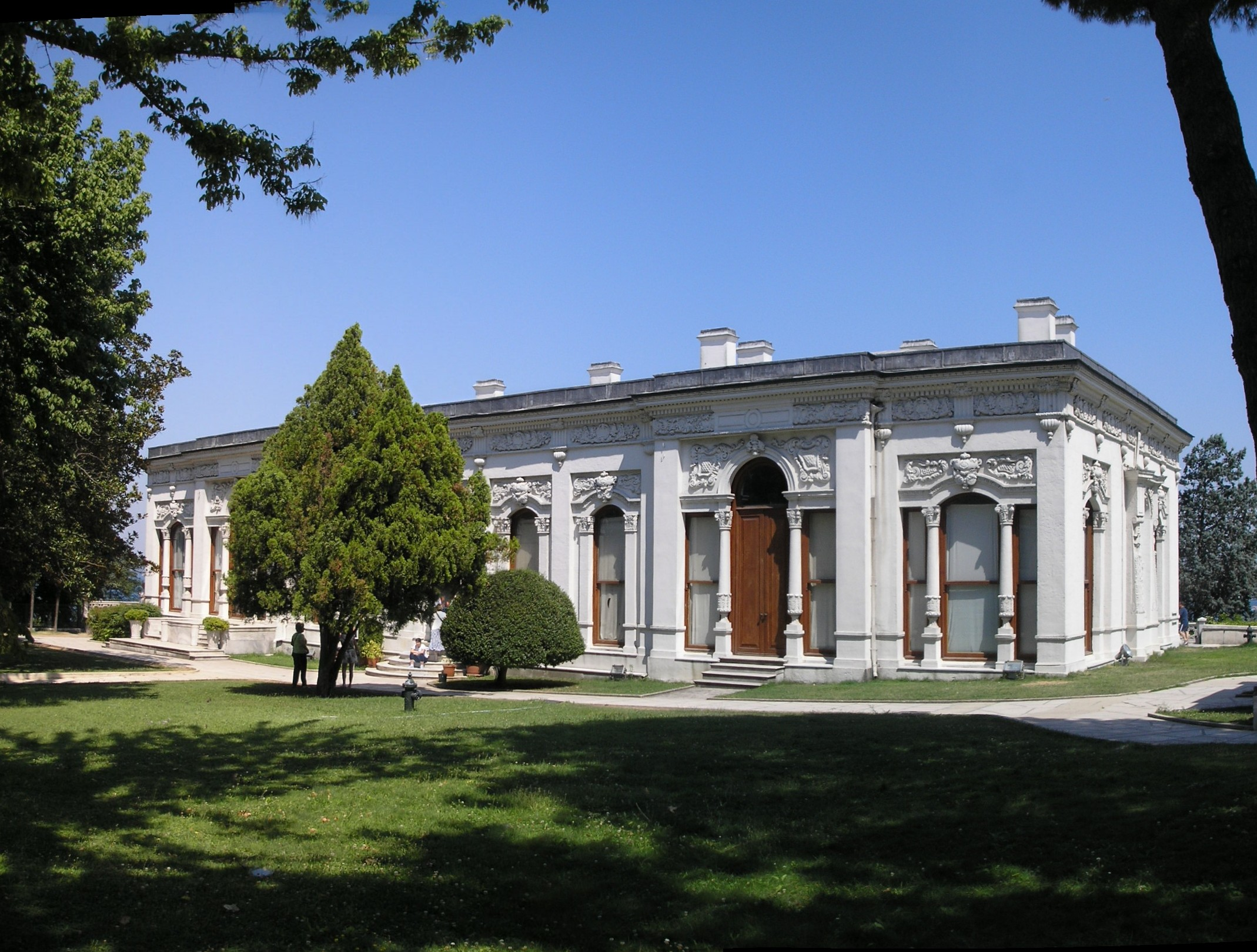
Großer Pavillon

## Rangordnung im Harem
Das Leben der rund 500 Konkubinen im Harem war sehr hierarchisch aufgebaut. An der Spitze stand die Mutter des Sultan, die Valide Sultan. Direkt unter ihr kam die Kaya Kadin, die Verwalterin des Harems. Die vier Hauptfrauen, die dem Sultan durch islamisches Recht zustanden, nannten sich Kadinlar. Die Konkubinen, mit denen der Sultan bereits intim geworden war, bezeichnete man als Ikballar. Die Frauen, die noch auf diesen Moment warteten, nannte man Gözdeller. Sie waren die einzigen, die unter bestimmten Umständen in die Freiheit entlassen wurden.

## Heutige Nutzung
Seit 1923 ist im Topkapı-Palast ein Museum untergebracht. Es beherbergt Sammlungen von Porzellan, Handschriften wie etwa ein von 1608 bis 1767 benutztes Rezeptbuch der Hofapotheke im Palast, Porträts, Gewändern, Juwelen und Waffen aus dem osmanischen Reich, ferner die islamischen Reliquien, wie Waffen Mohammeds und der ersten Kalifen, eines der ältesten Koranexemplare, die Karte des Piri Reis oder auch Barthaare des Propheten Mohammed. Konservative Muslime fordern deswegen eine Schließung des Palastes für den Tourismus.
1985 wurde der Topkapı-Palast, gemeinsam mit weiteren Bauwerken im historischen Istanbul, in die Welterbe-Liste der UNESCO aufgenommen.

## Sonstiges
Der Topkapı-Palast diente 1964 als Kulisse für den gleichnamigen Film Topkapi mit Melina Mercouri, Maximilian Schell und Peter Ustinov.